# Antigonos II. Gonatás
Antigonos II. Gonatás (319 př. n. l. – 239 př. n. l.) byl králem, jenž položil základy trvalé vlády dynastie Antigonovců v Makedonii. V řeckém světě dosáhl proslulosti díky svému vítězství nad Kelty, kteří na počátku 3. století př. n. l. pronikli z hloubi Balkánského poloostrova, přičemž napadli a vyplenili Makedonii a Řecko. Jím ustavená makedonská hegemonie nad Řeckem urychlila proces degenerace tamních městských států (poleis), které v důsledku toho později padly za oběť rozpínavosti římské republiky.

## Před nástupem na trůn

### Původ
Antigonos Gonatás se podle všeho narodil kolem roku 319 př. n. l. v thesálské obci Gonnoi (odtud zřejmě jeho přízvisko), jako potomek nejmocnějších diadochů (Alexandrových generálů, kteří se po jeho smrti v roce 323 př. n. l. utkali o vládu nad jeho říší). Antigonovým otcem byl Démétrios I. Poliorkétés, který byl synem Antigona I. Jednookého, jenž po řadu let ovládal velkou část Přední Asie. Po své matce File byl Gonatás vnukem Antipatra, místodržitele Makedonie a Řecka v době Alexandrova asijského tažení, jemuž byl po Alexandrově smrti přiznán titul regenta říše. Antigonův stejnojmenný děd i jeho otec se ve svém životě potýkali s velkými zvraty přízně štěstěny. Antigonos Jednooký byl poté, co se mu téměř podařilo naplnit sen o opětném sjednocení Alexandrovy říše, poražen a zabit v bitvě u Ipsu v roce 301 př. n. l. Jeho někdejší území si pak mezi sebe rozdělili jeho nepřátelé: Kassandros, Ptolemaios, Lýsimachos a Seleukos.

### Démétriovým velitelem
Tehdy osmnáctiletý Antigonos Gonatás unikl z bitvy spolu se svým otcem Démétriem a asi 9 000 vojáky. Vzájemná řevnivost mezi vítěznými diadochy umožnila Démétriovi získat zpět část moci. Démétrios dobyl nejprve Athény a většinu Řecka, načež se v roce 294 př. n. l. chopil makedonského trůnu na úkor Kassandrova syna Alexandra. Jelikož Antigonos Gonatás byl po své matce vnukem Antipatra a synovcem Kassandra, jeho přítomnost pomohla usmířit stoupence Antipatrovců a legitimizovat vládu Démétria.
Během tažení v Bojótii o dva roky později obdržel Démétrios zprávu, že Lýsimachos, vládce Thrákie a protivník jeho otce, byl zajat barbarským náčelníkem Dromichaitem. Démétrios doufal, že se mu podaří ovládnout Lýsimachova území v Thrákii a na západě Malé Asie. Velení nad vojskem v Řecku tudíž svěřil Antigonovi, zatímco sám neprodleně vyrazil na sever. Nato v Bojótii propuklo povstání, které ale Antigonos zdolal a přeživší vzbouřence zatlačil do Théb. Po neúspěchu své thrácké výpravy se Démétrios vrátil zpět do Řecka. Obyvatelé Théb se bránili velice houževnatě, pročež Démétrios nutil své muže ke krvavým a jen velmi málo efektivním útokům. Antigonos znervóznělý z těžkých ztrát prý litoval zbytečného mrhání životy vojáků. Démétrios nacházel pro jeho obavy pouze nepatrné pochopení. Záhy projevil stejnou lhostejnost i k vlastnímu zdraví, neboť byl sám vážně zasažen do krku.
V roce 291 př. n. l. Démétrios město konečně obsadil. Přesto vláda v Makedonii a kontrola Řecka představovaly pro Démétria jen odrazový můstek k budoucím, mnohem dalekosáhlejším tažením. Jeho záměrem nebylo nic menšího než sjednocení někdejší Alexandrovy říše. Proto se vrhl do velkolepých válečných příprav, v rámci nichž nechal vybudovat flotilu 500 válečných lodí. Některé z nich dosahovaly dosud nevídaných rozměrů. Tyto přípravy a hlavně jejich důvod velice zneklidňovaly ostatní krále: Seleuka, Ptolemaia, Lýsimacha a Pyrrha, kteří urychleně vytvořili alianci. Na jaře roku 288 př. n. l. se Ptolemaiovo loďstvo přiblížilo k Řecku a podnítilo zdejší obce k odpadnutí od Démétria. Zároveň Lýsimachos a Pyrrhos napadli z východu a ze západu Makedonii. Démétrios následně zanechal Antigona v Řecku a sám spěchal bránit svůj trůn.
V tomto okamžiku však Makedoňané projevili odpor k Démétriově výstřednostem a arogantnímu jednání a odmítli za něho prolévat svoji krev. V roce 287 př. n. l. obsadil Pyrrhos makedonské město Verroia, načež Démétriova armáda přešla na stranu épeirského krále, který si jinak velmi cenil odvahy makedonských vojáků. Fila, Antigonova matka, nato spáchala sebevraždu požitím jedu. Když se pak vzbouřily také Athény, Démétrios se sem okamžitě vypravil a oblehl město svým zbývajícím vojskem. Jeho netrpělivost ho ale přiměla k provedení zásadního rozhodnutí. Vedením války v Řecku pověřil Antigona a sám po shromáždění flotily, na níž nalodil 11 000 mužů a veškerou svoji jízdu, podnikl tažení do Asie proti Lýsimachovi. Nicméně i zde provázely Démétria nezdary, třebaže ve skutečnosti to byly spíše obavy a nevraživost ostatních diadochů. Mezitím, co Démétria stíhala v Malé Asii vojska Lýsimacha a Seleuka, dosáhl Antigonos úspěchu v Řecku. Ptolemaiova flotila byla zahnána a Athény se opět poddaly Antigonovcům.

### Ve vyhnanství
V roce 285 př. n. l. se Démétrios opuštěný vojskem a vyčerpaný marným válčením vzdal Seleukovi. Svému synovi a jeho velitelům v Athénách a v Korintu napsal dopis, v němž jim poručil pokládat ho za mrtvého a ignorovat jakékoli dopisy podepsané jeho jménem. Makedonie byla rozdělena mezi Pyrrha a Lýsimacha, avšak stejně jako se dva vlci nedokážou podělit o jeden kus masa, ani oni nebyli schopni vládnout zemi společně. Brzy vypukl boj, v jehož průběhu Lýsimachos vypudil Pyrrha a získal kontrolu nad celým královstvím. Po zajetí svého otce se Antigonos ukázal jako nadmíru oddaný syn. Napsal každému z králů a zvláště Seleukovi nabízel všechna svá území a dokonce sám sebe jako rukojmí výměnou za otcovo propuštění. Navzdory tomu zůstaly jeho návrhy bez odezvy. V roce 283 př. n. l. Démétrios v syrském zajetí ve věku padesáti pěti let zemřel. Když se Antigonos doslechl, že mu budou předány otcovy ostatky, vydal se s celou svojí flotilou na moře, kde se poblíž Kykladských ostrovů setkal se Seleukovými loděmi. Antigonos pak převezl otcovo tělo do Korintu a odtud do Démétriady. V tomto thesálském městě byl pak Démétrios pohřben.
V roce 282 př. n. l. vyhlásil Seleukos válku Lýsimachovi, jehož v dalším roce porazil a zabil v bitvě u Kúrúpedia v Lýdii. Seleukos poté překročil Helléspont a vstoupil do Evropy, aby si zajistil vládu nad Makedonií a Thrákií. Krátce nato byl ale zavražděn Ptolemaiem Keraunem, Ptolemaiovým synem, jenž se pak chopil makedonského trůnu. Antigonos dospěl k závěru, že nazrála doba k získání otcova dědictví. Ovšem jeho vpád do Makedonie byl Ptolemaiem Keraunem odražen. Ze svého úspěchu se Keraunos netěšil příliš dlouho, jelikož již v zimě roku 279 př. n. l. sestoupil ze severu obrovský zástup Keltů, který rozdrtil Keraunovo vojsko. Sám král přišel v boji o život. Království se propadlo do úplné anarchie, jež trvala další dva roky. Po vydrancování Makedonie vpadli Keltové do Řecka. Antigonos sice přispěl menším vojenským kontingentem k jeho obraně před barbary, byli to však především Aitólové, kdo Kelty porazil. V roce 278 př. n. l. řecké vojsko tvořené z velké části Aitóly přemohlo Kelty u Thermopyl a u Delf, přivodilo jim při tom těžké ztráty, čímž je přinutilo k ústupu.
V následujícím roce se Antigonos vypravil k Helléspontu, kde se vylodil s vojskem nedaleko Lýsimacheie na thráckém Chersonésu. Když sem dorazili Keltové, nastražil jim Antigonos léčku. Svůj tábor ponechal zdánlivě opuštěný, přičemž své lodě zanechal vytažené na břehu. Keltové nejprve vyplenili tábor, jakmile ale zaútočili na lodě, objevilo se v jejich týlu Antigonovo vojsko. Sevřeni mezi mořem a Makedoňany ocitli se barbaři v pasti, v níž jim Antigonos uštědřil drtivou porážku. Opředen gloriolou vítěze nad Kelty poté Antigonos opět vznesl nárok na makedonský královský trůn. Zhruba někdy v téže době a za těchto příznivých okolností se narodil Antigonův syn a nástupce Démétrios II. Aitolikos.

## Králem Makedonie

### Válka s Pyrrhem

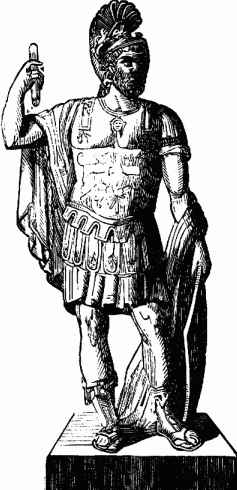
Pyrrhos – nejvážnější soupeř Antigona II. Gonata

Pyrrhos, vládce Épeiru, království sousedícího s Makedonií na západě, byl výjimečně schopný generál, proslavený svojí mimořádnou odvahou a smělostí. Svůj talent však neužíval s rozmyslem a navíc postrádal vytrvalost. Antigonos ho proto přirovnal k hráči kostek, který má sice mnoho skvělých hodů, ale neví jak jich využít. V době, kdy Keltové porazili Ptolemaia Kerauna a makedonský trůn zůstal uvolněný, byl Pyrrhos právě zaměstnán válčením v zámoří. Zpočátku bojoval v Itálii a pak na Sicílii, přičemž se zapletl do války s Římem a Kartágem, dvěma nejmocnějšími státy západního Středomoří. Kvůli své nadutosti a domýšlivosti nakonec ztratil podporu italských a sicilských Řeků, a protože nutně potřeboval posily, napsal dopis Antigonovi, jakožto spřízněnému řeckému králi. Nicméně jeho žádost o vojsko a zlato Antigonos zdvořile odmítl. V roce 275 př. n. l. porazili Římané Pyrrha v bitvě u Beneventa, čímž ho přiměli upustit od jeho ambicí na Západě a odplout zpět do Épeiru.
Pyrrhova porážka se ukázala být pro Antigona velice nepříjemná. Kromě Pyrrha se s ním z Itálie vrátilo také 8000 mužů a 500 jezdců, k jejichž placení postrádal épeirský král finanční prostředky. To mu dodalo odvahu k vyhledávání nového válečného dobrodružství. Poté, co doplnil svoji armádu keltskými žoldnéři, vpadl do Makedonie s úmyslem opatřit si zlato drancováním. Tažení se vyvíjelo lépe, než očekával. Když se ustavil pánem několika měst a připojilo se k němu kolem 2000 dezertérů, rozhodl se střetnout s Antigonem. Jeho armádu Pyrrhos překvapil v úzkém průsmyku a uvrhl ji ve zmatek. Antigonovi makedonští vojáci uprchli, zatímco jeho vlastní keltští žoldnéři stáli vytrvale na svém místě až do chvíle, než je Pyrrhovo vojsko zcela obklíčilo. Pyrrhos se jal pronásledovat zbytek Antigonovy armády, jež demoralizována předchozí porážkou, odmítla dále bojovat. Sotvaže se obě vojska postavila proti sobě, vyvolával Pyrrhos různé důstojníky jménem a tím se mu podařilo pohnout celé makedonské vojsko k zběhnutí. Antigonos unikl jen díky přestrojení. Pyrrhos nyní ovládal Horní Makedonii a Thesálii, naproti tomu Antigonos si dosud podržel pobřežní oblasti.
Stejně jako hráč kostek, který promarní svoje štěstí, promarnil nyní i Pyrrhos svoje vítězství. V obsazených Aigách, starobylém makedonském hlavním městě, umístil jako posádku keltské žoldnéře, kteří popudili Makedoňany hledáním zlata v hrobech jejich králů. Ačkoli Antigonos dosud kontroloval města na pobřeží, Pyrrhos svého nepřítele hrubě podcenil a učinil jen málo pro to, aby zničil zbytky jeho moci. Místo toho se spokojil s pouhými urážkami, v nichž Antigona označil za nehodného nosit nadále purpur.
Ještě předtím, než bylo tažení završeno, nechal se Pyrrhos v roce 272 př. n. l. zlákat významným spartským představitelem ke vpádu do Lakónie. Král sebral vojsko 25 000 pěšáků, 2000 jezdců a 24 slonů, s nimiž postoupil na Peloponés a okupoval arkadské město Megalopolis. Mezitím Antigonos získal zpět kontrolu nad částí Makedonie, narychlo shromáždil novou armádu a vyplul do Řecka, kde se hodlal postavit Pyrrhovým plánům. Protože velká část spartského vojska prodlévala v této době na Krétě, naskytla se Pyrrhovi výjimečně slibná šance k snadnému obsazení Sparty. Její obyvatelé ale zorganizovali energickou obranu a poskytli tak jednomu z Antigonových velitelů dostatek času, aby z Korinta přivedl skupinu žoldnéřů. Nedlouho poté se vrátil z Kréty spartský král Areus v doprovodu 2000 mužů. S těmito posilami výrazně vzrostl odpor obléhaného města, načež Pyrrhos, jehož vojsko podlamovaly četné dezerce, upustil od útoku na Spartu a raději přešel k plenění okolní krajiny.

### Pyrrhova smrt v Argu
V Argu, druhém nejdůležitějším městě Peloponésu, se o moc svářili dva místní předáci: Aristippos a Aristeas. Jelikož Aristippos byl spojencem Antigona, obrátil se Aristeas na Pyrrha s žádostí, aby mu dopomohl k vládě nad obcí. Antigonos, zpravený o Pyrrhově postupu na Argos, pochodoval se svojí armádou do téhož místa a ihned po příchodu zaujal postavení na strategicky položené vyvýšenině poblíž města. Pyrrhos se utábořil u Nauplia a následující den vyslal k Antigonově vojsku hlasatele, jehož prostřednictvím označil Antigona za zbabělce a vyzval ho, aby sešel na rovinu a svedl s ním bitvu. Antigonos odpověděl, že si sám vybere okamžik boje. Argejští, obávající se, že se jejich rodná obec stane místem krvavého střetnutí, vyslali delegace k oběma králům, jimiž je vyzývali, aby opustili Argolidu a dovolili tak Argu zachovat si neutralitu. Oba králové souhlasili, nicméně Pyrrhos se tajně spojil s Aristeem, jenž v noci otevřel brány a umožnil Pyrrhovu vojsku vstoupit do města. Pyrrhovi sloni však nemohli projít branami, čímž Argejští získali čas, aby se mohli obrátit na Antigona.
Když se Antigonos dozvěděl o tom, že Pyrrhos město zrádně napadl, okamžitě vyslal silný oddíl na pomoc jeho obyvatelům. V téže době dorazil Areus s tisícem krétských a spartských vojáků. Pyrrhos pochopil, že narazil na příliš tuhý odpor a rozhodl se ustoupit. Ovšem Pyrrhův syn Helénos špatně pochopil jeho rozkazy a vyrazil s jádrem sil do Argu. Výsledkem byl naprostý chaos v Pyrrhově vojsku, jenž byl ještě umocňován přítomností zneklidnělých slonů. Během tohoto zmatku byl Pyrrhos sražen cihlou, vrženou ze střechy domu starou ženou. Otřesenému Pyrrhovi následně uťal hlavu jeden z Antigonových vojáků, čímž skončila kariéra nejslavnějšího vojáka své doby. Antigonův syn Alkyoneus přinesl Pyrrhovu hlavu do Antigonova tábora, kde ji hodil k nohám svého otce. Pochvaly se od něho nedočkal, místo toho se na něho Antigonos obořil a nazval ho barbarem. Pak si prý zakryl obličej a propukl v pláč. Osud jeho nepřítele mu až příliš připomínal tragický osud jeho děda a otce, které stihl podobný zvrat štěstěny. Pyrrhovo tělo dal poté zpopelnit a pohřbít.
Po Pyrrhově smrti přešlo celé jeho vojsko a tábor na stranu Antigona, který rozhodujícím způsobem posílil svoji moc. Přesto Antigonovy potíže s Épeiroty dosud neskončily. Vlády v Épeiru se chopil Alexandr II., Pyrrhův syn a dědic, jenž se brzy vydal v otcových šlépějích a pokusil se dobýt Makedonii. Několik let nato byl Alexandr vyhnán z Makedonie Antigonovým synem Démétriem a navíc ztratil i kontrolu nad Épeirem, takže byl nakonec donucen odejít do vyhnanství v Akarnánii, kde však dlouho nepobyl. Jakmile se Makedoňané pod tlakem jeho spojenců, Akarnánů a Aitólů, stáhli z Épeiru, ihned se vrátil do země. Vztahy mezi Épeirem a jeho mocným východním sousedem zůstávaly od té doby poměrně klidné, což bylo stvrzeno sňatkem Alexandrovy dcery Fthíe a Démétria.

### Chremónidova válka
Po ovládnutí území dobytého Pyrrhem stvrdil Antigonos spojenectví se Spartou a Argem a umístil makedonskou posádku do Korintu, čímž si zabezpečil poslušnost Řeků. Na rozdíl od svých předků, kteří nejprve dosáhli neskutečných výšin, aby posléze zažili strmý pád do propasti, Antigonos pečlivě upevňoval svoji moc, přičemž odmítal podstoupit jakékoli zbytečné riziko. Uvědomoval si lásku Helénů ke svobodě a udržoval proto zdání nezávislosti řeckých obcí, ovšem jen do té míry, aby nebyla ohrožena makedonská převaha. Nepřátelství, které by mu vynesla přímá kontrola Řecka, se raději vyhnul tím, že řecké záležitosti řídil prostřednictvím místních vládců. Řecký historik Polybios později napsal, že „žádný jiný muž nezískal tak neomezenou vládu nad Řeckem jako Antigonos“.
V zahraniční politice udržoval makedonský král velmi dobré vztahy s Antiochem I. Sótérem, seleukovským vládcem Asie, jenž proslul svojí hlubokou láskou k Antigonově sestře Stratoníké. Toto spojenectví přirozeně ohrožovalo ptolemaiovský Egypt, třetí mocnost helénistického světa. Athény a Sparta, kdysi hegemonní obce v Řecku, pochopitelně cítily odpor k Antigonově dominanci. Jejich hrdost, jež z nich v minulosti učinila nepřátele na život a na smrt, je nyní přiměla ke spojení svých sil. V roce 267 př. n. l. athénský politik Chremónidés, podporovaný Ptolemaiovci, přesvědčil své spoluobčany, aby se přidali na stranu Sparty a vyhlásili válku makedonskému králi. Antigonos v odpověď na to vytáhl s vojskem proti Athénám a vydrancoval jejich zázemí, zatímco jeho flotila zablokovala Pireus. Aby zamezil vzrůstu Antigonovy moci, vyslal egyptský král Ptolemaios II. Filadelfos Athénám na pomoc svoje loďstvo. Egyptského zásahu v Řecku využil ale Antiochos I. k útoku proti Ptolemaiovcům. Ti sice úspěšně čelili silnějším seleukovským silám v Sýrii, nebyli však schopni bránit Athény před Antigonem. V roce 261 př. n. l. uzavřeli Athéňané a Sparťané, vyčerpaní roky trvajícím válčením, pustošením a hladověním, mírovou smlouvu s Antigonem, který si udržel vedoucí postavení v Řecku.

### Arátos a vzestup achajského spolku
Poté, co Antigonos překazil snahy Ptolemaiovců o otřesení jeho vlády nad Řeckem, spočívalo hlavní nebezpečí pro makedonskou dominanci v přetrvávající svobodymilovnosti Helénů. V roce 251 př. n. l. byl sikyónský tyran Níkokles, vládnoucí s Antigonovým tichým souhlasem, svržen místním mladým šlechticem jménem Arátos. Ten následně osvobodil lid a povolal zpět do vlasti všechny osoby vyhnané z města Níkoklem. Z obav před Antigonovým vojenským zásahem požádal Arátos o začlenění svého města do achajského spolku, což byla federace několika achajských obcí na severozápadě Peloponésu. Antigonos, jenž upřednostňoval použití lsti před vojenskou konfrontací, se pokusil získat mladého Sikyóňana na svou stranu a poslal mu 25 talentů zlata. Arátos se nehodlal nechat zkorumpovat a zlato rozdal svým spoluobčanům. S finanční podporou od Ptolemaia III. Euergeta poté usmířil různé politické frakce ve spolku a sjednotil je ke společnému cíli: skoncování s makedonskou nadvládou.
Antigonos, znepokojený Arátovou rostoucí mocí a popularitou, se rozhodl si ho naklonit projevováním přízně, anebo ho alespoň zdiskreditovat v očích Ptolemaia. Arátos neměl v úmyslu stát se Antigonovým přítelem, neboť ho považoval za utlačovatele řecké svobody. V roce 243 př. n. l. v čele několika achajských vojáků obsadil překvapivým nočním útokem Akrokorint, strategicky důležitou pevnost, která kontrolovala Isthmos, pozemní přístup na Peloponéský poloostrov. Když se zpráva o tomto úspěchu donesla do Korintu, povstali jeho obyvatelé proti makedonskému králi, svrhli vládu jeho stoupenců a připojili se k achajskému spolku. Nato Arátos vstoupil do přístavu Lechaion a ukořistil zde 25 Antigonových lodí. Antigonova porážka zažehla jiskru protimakedonského povstání na celém Peloponésu. Taktéž Megařané pozvedli zbraně proti Makedoňanům a společně s občany Troizénu a Epidauru se zapojili do achajského spolku. Arátos pak pronikl na území Athén a vydrancoval ostrov Salamis. Každý athénský občan, jenž upadl do zajetí, byl propuštěn na svobodu, aniž bylo požadováno výkupné, čímž měli být Athéňané povzbuzeni k připojení se k Achajům. Makedoňané si i přesto zachovali své pozice v Athénách, stejně jako ve zbytku středního Řecka.

## Smrt a hodnocení
Antigonos zemřel ve věku osmdesáti let v roce 239 př. n. l. Králem se po něm stal jeho syn Démétrios II., který panoval dalších deset let. S výjimkou krátkého období boje proti Keltům se Antigonos neprojevoval jako výjimečně nadaný velitel. Jeho schopnosti a přednosti byly převážně politického charakteru. Spíše než na vojenskou sílu se při dosahování svých cílů spoléhal na svoji trpělivost, prohnanost a houževnatost. Jeho výsledky byly proto pevnějšího a trvalejšího rázu na rozdíl od mnohem talentovanějších vojevůdců, jakými byli jeho otec Démétrios a především jeho úhlavní soupeř – Pyrrhos. Likvidací nezávislosti řeckých obcí zásadním způsobem prohloubil krizi, v níž se Řecko nacházelo. To se pak ve 2. století př. n. l. stalo snadnou kořistí římských výbojů. Rovněž je třeba zmínit, že Antigonos získal sympatie svých poddaných svou přímostí a vybraným způsobem chování, které si vytříbil ve společnosti význačných literátů, obzvláště filozofů (jeho přítelem byl Zénón z Kitia), básníků a historiků. Paradoxně právě tento filozoficky zaměřený král, jenž se nejprve pasoval do role vznešeného obránce klasických řeckých hodnot, nakonec skončil jako nejschopnější utiskovatel řecké svobody od dob Alexandra Velikého.